# Johannes Ditz
Johannes Ditz (ur. 22 czerwca 1951 w Kirchberg am Wechsel) – austriacki polityk i ekonomista, działacz Austriackiej Partii Ludowej (ÖVP), parlamentarzysta, w latach 1995–1996 minister spraw gospodarczych.

## Życiorys
W 1971 zdał egzamin maturalny w szkole handlowej. Następnie studiował ekonomię na Uniwersytecie Ekonomicznym w Wiedniu (magisterium uzyskał w 1976, a doktorat w 1978). Pod koniec lat 70. pracował w federacji przemysłu Industriellenvereinigung. Dołączył do Austriackiej Partii Ludowej, pracował w partyjnej strukturze, od 1984 jako dyrektor działu polityki gospodarczej. Został także działaczem Österreichischer Wirtschaftsbund, organizacji przedsiębiorców afiliowanej przy ÖVP. W jej ramach pełnił funkcje zastępcy sekretarza generalnego (1988–1991) i sekretarza generalnego (1991–1992).
Od stycznia 1987 do marca 1988 oraz od października 1991 do maja 1995 zajmował stanowisko sekretarza stanu w ministerstwie finansów. Był posłem do Rady Narodowej XVII, XVIII, XIX i XX kadencji, wykonywał mandat w okresach od marca 1989 do stycznia 1993, od listopada do grudnia 1994 i od stycznia do marca 1996. Od maja 1995 do czerwca 1996 sprawował urząd ministra spraw gospodarczych w czwartym i piątym rządzie Franza Vranitzkiego.
W 1996 został zastępcą dyrektora generalnego przedsiębiorstwa Post und Telekom Austria. Później obejmował stanowiska w organach różnych przedsiębiorstw, m.in. Austrian Airlines, Energie Steiermark czy Hypo Alpe Adria Bank. Był prezesem fundacji Julius Raab Stiftung (2007–2010), a w 2010 wszedł w składy rady Uniwersytetu Wiedeńskiego.